# Vegesack (Schiff, 1895)

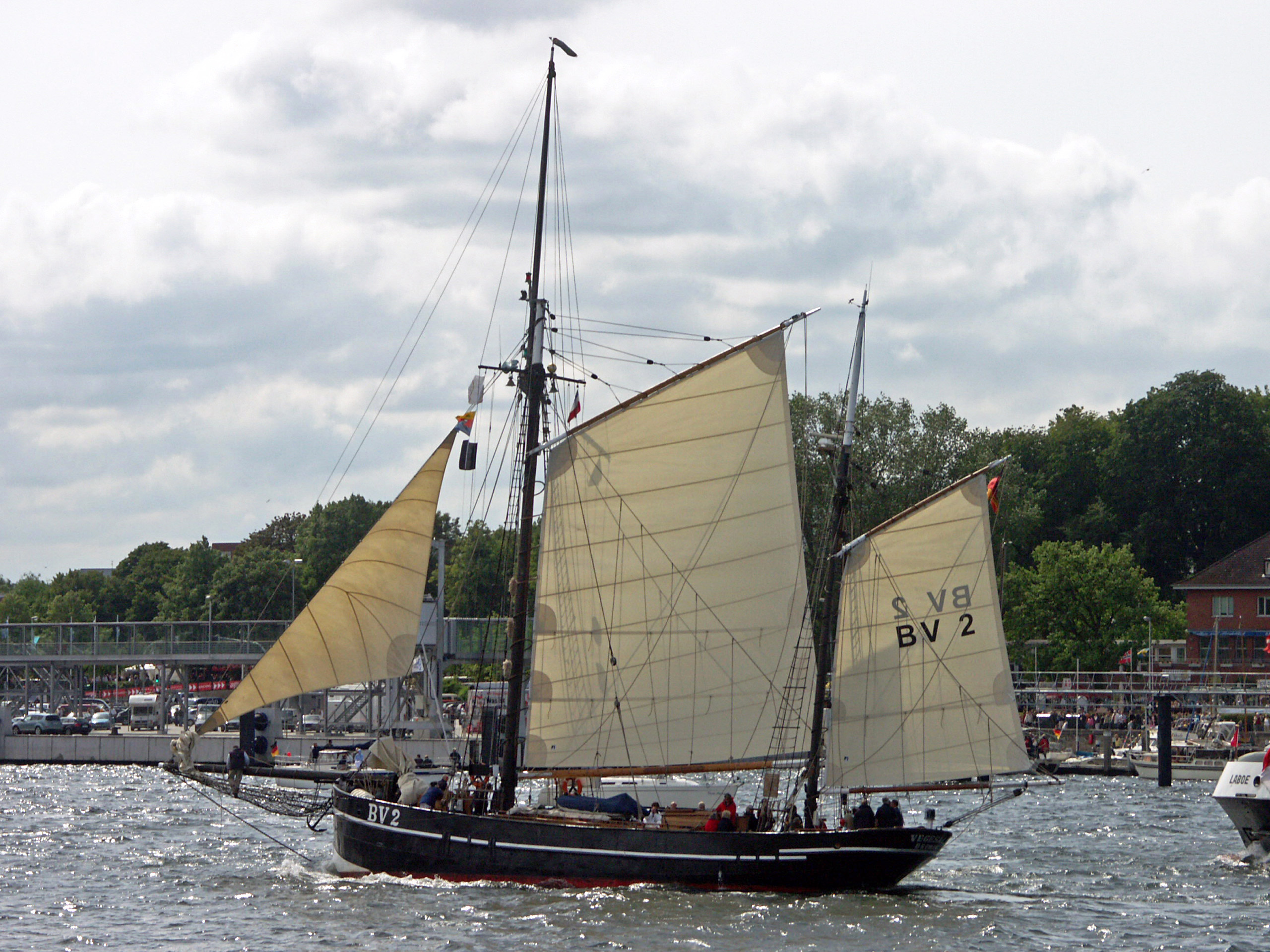
Vegesack unter Segeln 2009 in Kiel

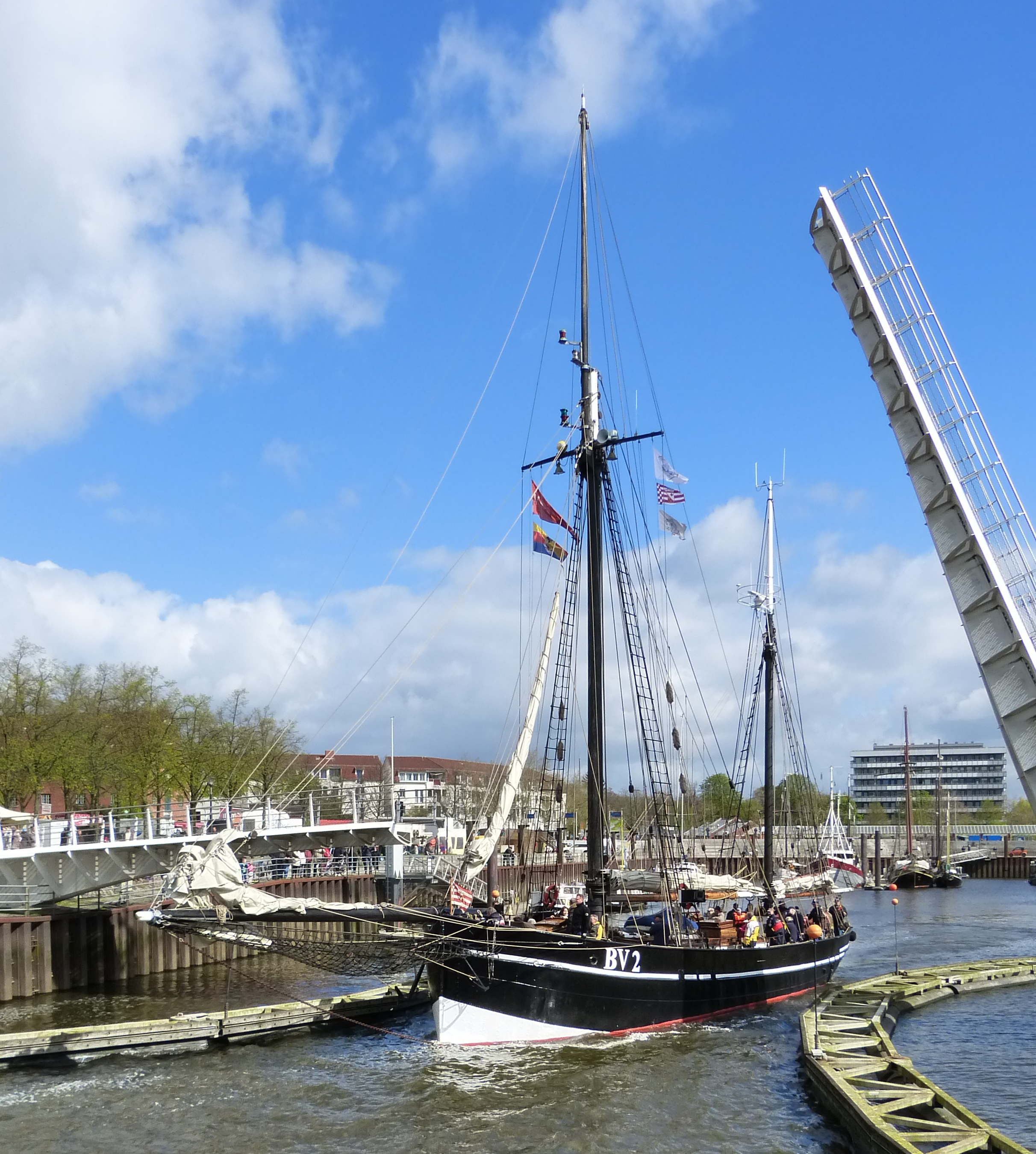
BV2, auslaufend aus dem Vegesacker Hafen

Die Vegesack ist ein eiserner Segellogger, der 1895 bei der Werft Bremer Vulkan als Heringslogger vom Stapel lief und die Fischereinummer BV 2 führt. Seit 2018 steht das Schiff als bewegliches Denkmal unter Denkmalschutz.
Die Vegesack wurde als Baunummer 350 mit 73,6 BRT und 66,4 NRT bei einer Länge von 20,26 Metern und einer Breite von 5,35 Metern sowie einem Tiefgang von 2,85 Metern an die Loggerfischerei Bremen-Vegesacker Fischerei-Gesellschaft abgeliefert. Sie war das zweite Schiff der ersten Baureihe BV 1 bis BV 10 dieser Gesellschaft. 1906 wurde sie – wie die ganze Baureihe – auf der Bremer Vulkan Werft vergrößert und hatte nunmehr die Abmessungen 81,6 BRT, 63,6 NRT, Länge: 22,08 m, Breite 5,38, Tiefgang 2,82 m. Das leicht untertakelte Schiff kann bis zu 360 Quadratmeter Segel tragen. Das heutige Rigg entspricht dem eines Brixham Trawlers als dem eines Segelloggers, bei dem das Großsegel ohne Baum gefahren wurde. Heute hat das Schiff auch einen 350-PS-Volvo-Dieselmotor.
Die BV2 hatte bis 1914 insgesamt 20 Fangreisen vorwiegend unter Kapitänen aus dem Mindener Land durchgeführt, davon 8 Reisen (1907 und 1908) unter Kapitän E. Böse aus Windheim und 22 Reisen von 1909 bis 1914 unter Kapitän A. Busse aus Münchehagen. Weseraufwärts wurde sie dabei von Dampfschleern bis zu ihrem Heimathafen an der Lesum geschleppt.
In dieser Zeit kam es zu einigen Zwischenfällen: von der 4. Fangreise 1897 musste sie nach Verlust von Anker und Kette von einem Fischdampfer nach Geestemünde eingeschleppt werden. Auf der 4. Fangreise des Jahres 1901 wurde sie entmastet und von einem Fischdampfer nach Cuxhaven geschleppt. Im Juli 1909 ertrank ein Matrose.

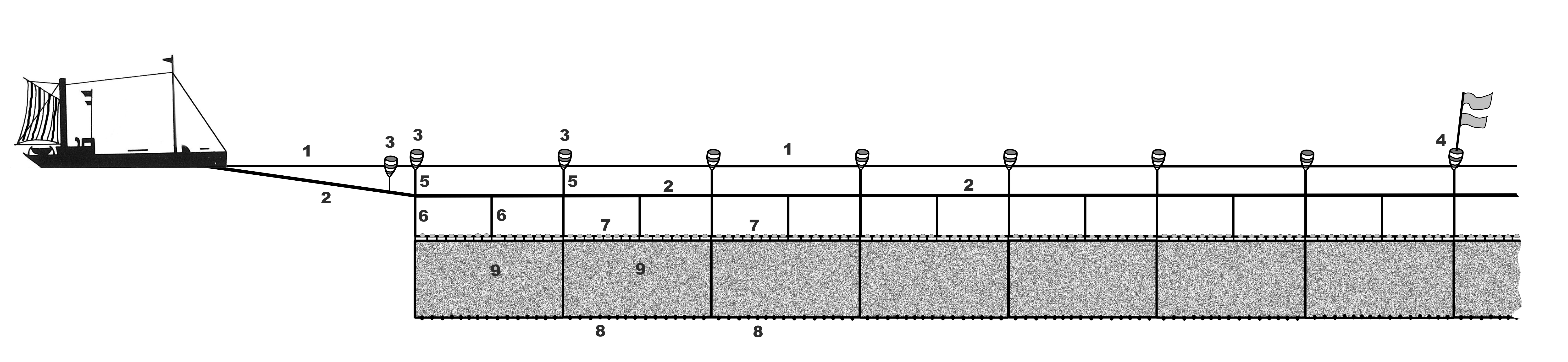
Segelloger vor dem insgesamt rund 2 km langen Treibnetz (Heringsfleet). 1: Wasseroberfläche 2: Fleetreep 3: Brails 4: Jonas (am Fleetende und nach jeweils einem Quartel entspr. ca. 15 Netzen) 5: Brailtau, 6m 6: Zeisinge, 8m 7: Sperreep mit Flotjes (Korken) und Staalen 8: Unterwant mit Bleien 9: Netz oder Want, 15x30m

Die Segellogger waren in der Regel mit 14 Mann besetzt. Neben dem Kapitän und seinem Vertreter, dem Bestmann (später ein Steuermann mit Patent) gehörten noch sieben Matrosen, drei Leichtmatrosen (zwei Audste und Jüngster) und zwei Schiffsjungen (Avhauer und Reepschießer) zur Mannschaft. Ein Leichtmatrose oder Matrose verrichtete die Aufgaben des Kochs. Die Segellogger machten pro Jahr vier Reisen und fingen mit dem Treibnetz Heringe, die nach dem Fang sofort an Bord zu Salz- und Matjesheringen verarbeitet wurden. Sie wurden geschlachtet (gekehlt), gesalzen und in Holzfässern (Kantjes) gelagert.
Die Vegesack BV2 hatte eine bewegte Vergangenheit mit verschiedenen Eignern und Namen. Ab 1922 lief sie unter dem Namen Lili als Frachtensegler für verschiedene norddeutsche Eigner. Dafür wurden eine große Ladeluke und ein Hilfsmotor eingebaut. Sie verbrachte die Zeit von 1939 bis 1971 in Schweden, ab 1945 unter dem Namen Monika Hansen, ab 1951 umbenannt zu Nostra und wurde unter dem letzteren Namen 1979/1980 vom Eigner F. Laer, Hamburg, restauriert. Seit 1989 heißt sie wieder Vegesack BV2 und heute gehört der Segellogger dem Verein Maritime Tradition Vegesack Nautilus e.V. und wird von der Vegesack Logger BV2 GmbH betrieben.